# Danzando Danzando
Danzando è un singolo di Cristiano Malgioglio feat. Fernando Proce del 2018, estratto dall'album Danzando. La canzone è una cover del brano Dançando portato al successo dalla cantante brasiliana Ivete Sangalo nel 2013. 

## Videoclip
Il video, pubblicato il 1 giugno 2018, è stato girato in Puglia tra Trani, Gallipoli, Cerignola, Andria e Castel del Monte.

## Accoglienza
Dopo il successo dell'estate precedente col brano O maior golpe do mundo (mi sono innamorato di tuo marito) anche Danzando ha spopolato sul web, arrivando a registrare oltre 5 milioni di visualizzazioni sulla piattaforma YouTube. Inoltre il brano viene presentato alla manifestazione canora Battiti Live 2018 e gode di molti passaggi televisivi.

## Tracce
1. Danzando Danzando – 3:41 (testo: Cristiano Malgioglio – musica: C. F. Felipe, C. T. Dearaujo Paixao, S. M. V. Brito)

## Formazione
- Cristiano Malgioglio - voce
- Fernando Proce - voce